# Ослушевци
Ослушевци (на словенски: Osluševci) е село в Словения, Подравски регион, община Ормож. Според Националната статистическа служба на Република Словения през 2015 г. селото има 213 жители.